# Lunga vita al morto
Lunga vita al morto (titolo originale Man Alive), publicato in Italia anche con il titolo Un uomo vivo e Uomo morto, uomo vivo, è la nona novella gialla di Rex Stout con Nero Wolfe protagonista.

## Storia editoriale
Il racconto fu pubblicato per la prima volta nel numero di dicembre 1947 sulla rivista The American Magazine e in formato libro nella raccolta Three Doors to Death nel 1950.

## Trama
Una famosa stilista, Cynthia Nieder, consulta Nero Wolfe dopo aver notato suo zio Paul - creduto suicida appena un anno prima - nascosto tra il pubblico di una delle sue sfilate. Un caso abbastanza semplice, in apparenza, che ben presto si trasforma in un caso di omicidio quando Paul Nieder viene ritrovato cadavere negli uffici della sua casa di moda.

### Personaggi principali
- Nero Wolfe: investigatore privato
- Archie Goodwin: assistente di Nero Wolfe e narratore di tutte le storie
- Paul Nieder: creatore di moda
- Cynthia Nieder: nipote di Paul
- Jean Daumery: socio di Paul
- Bernard Daumery: nipote di Jean
- Ward Roper, Polly Zarella: della Ditta Daumery & Nieder
- Henry R. Demarest: avvocato
- Cramer: ispettore della Squadra Omicidi
- Purley Stebbins: sergente della Squadra Omicidi

## Critica
"Questa è una storia con un buon ritmo e personaggi avvincenti, dialogo brillante e una trama interessante, fino al punto in cui Stout con noncuranza dà a tutti i sospetti un alibi inattaccabile nell'ultimo quarto della storia, in tal modo sgonfiando il finale e minando un lavoro potenzialmente di prim'ordine. Man Alive è l'omaggio di Stout a Dieci piccoli indiani di Agatha Christie, anche se non è nemmeno lontanamente un capolavoro come l'originale."

## Edizioni
- Rex Stout, Un uomo vivo, Corriere della Sera, 1952,  p. 64.
- Rex Stout, Nero Wolfe in lunga vita al morto, traduzione di Laura Grimaldi, I romanzi brevi di Rex Stout (n. 4), Arnoldo Mondadori Editore, 1983,  p. 239.
- Rex Stout, Entra la morte, traduzione di Laura Grimaldi, Le inchieste di Nero Wolfe, BEAT Edizioni, 2013,  p. 249.